# Naval Criminal Investigative Service
Pour les articles homonymes, voir NCIS et NIS.
Le Service d'enquêtes criminelles de la marine des États-Unis (en anglais Naval Criminal Investigative Service, abrégé NCIS), anciennement appelé Section d'enquête (Naval Investigative Service, ou NIS) est l'agence chargée de veiller à l'application des lois et des règlements de la marine militaire des États-Unis et du corps des Marines (USMC). Elle est dirigée par Omar R. Lopez, depuis 2019. C'est une agence fédérale ; les agents de terrains sont donc des agents fédéraux.
Près de la moitié des 2 500 employés du NCIS sont des agents spéciaux civils, entraînés à exécuter une grande variété de missions n'importe où dans le monde. Les agents spéciaux du NCIS sont des enquêteurs fédéraux armés, travaillant fréquemment en étroite collaboration avec d'autres agences gouvernementales américaines. Ils sont appuyés par un réseau d'analystes et autres experts spécialisés dans des disciplines aussi variées que le contre-espionnage, les examens de détection de mensonge, l'investigation numérique, la médecine légale, la surveillance ou la sécurité.
Depuis 2011, la direction du service se trouve à Quantico (Virginie) dans le Russell-Knox Building à 27130 Telegraph Road.

## Histoire

### Origines
C'est une ordonnance (Navy Department General Order 292) de la marine américaine de 1882 signée par William H. Hunt, secrétaire à la Marine des États-Unis et fondateur du Bureau des renseignements de la marine américaine (Office of Naval Intelligence, ONI), qui marque l'origine du NCIS. Dans un premier temps, il fut confié à l'ONI la charge de collecter les informations relatives aux caractéristiques et armement des flottes étrangères, de cartographier les passages étrangers, rivières ou autres types de passages maritimes, et de faire le tour de l'ensemble des fortifications extérieures, des usines industrielles et des chantiers navals.
Anticipant l'entrée en guerre des États-Unis dans la Première Guerre mondiale, les responsabilités de l'ONI furent élargies à l'espionnage, au sabotage et aux autres modes d'information visant à limiter l'action d'adversaires éventuels contre la Marine américaine ; au cours de la Seconde Guerre mondiale, l'ONI fut chargé des enquêtes sur sabotage, espionnage et autres activités subversives présentant toute sorte de menace à l'encontre des forces maritimes américaines.

### Le NCIS et la guerre froide
Le développement majeur des agents spéciaux civils commença avec la guerre de Corée en 1950, et continua pendant les années de la guerre froide. En 1966, le nom de Naval Investigative Service (« Service d'investigations de la Marine ») fut adopté pour distinguer cette organisation du reste de l'ONI. En 1969, les agents spéciaux du NIS devinrent des membres de l'Excepted Civil Service (« Service civil excepté ») et ne furent plus alors de simples employés par contrat.
Au début des années 1970, un agent spécial du NIS fut mis en poste sur l'USS Intrepid pour six mois. C'était le début du programme Deployment Afloat, à présent appelé programme Special Agent Afloat. En 1972, les enquêtes d'arrière-plan furent transférées du NIS au nouvellement créé Defense Investigative Service (DIS) (« Service d'investigation de la défense »), permettant ainsi au NIS d'accorder plus d'attention aux enquêtes criminelles et au contre-espionnage.
En 1982, le NIS eut la responsabilité de diriger le programme Navy's Law Enforcement and Physical Security. Deux mois après les attentats de Beyrouth du 23 octobre 1983, l'agence créa le Navy Antiterrorist Alert Center (ATAC) (« Centre d'Alertes Antiterroristes de la Marine »). L'ATAC, un centre de renseignement opérationnel 24 heures sur 24, émit des indications et des avertissements sur l'activité terroriste à l'adresse de la Marine et des commandements des Marine Corps. En 1984, des agents spéciaux commencèrent l'entraînement au Federal Law Enforcement Training Center (FLETC) (« Centre d'entraînement fédéral de maintien de la loi ») à Brunswick en Géorgie – l'établissement d'entraînement pour la plupart des autres agences d'investigation fédérales, à l'exception du FBI.

### Histoire récente du NCIS
En 1992, la mission du NCIS fut encore clarifiée, et devint quasiment une agence civile. Roy D. Nedrow, un ancien de la direction du United States Secret Service (USSS) fut désigné comme le premier directeur civil, et le nom de l'agence changea de Naval Investigative Service à Naval Criminal Investigative Service. Pratiquement tous les enquêteurs du NCIS, qu'ils soient sur des affaires criminelles, de contre-espionnage et de protection du personnel sont à présent des personnels civils avec les pouvoirs d'arrestation et de mandat légal.
Nedrow supervisa la restructuration du NCIS en une agence fédérale de maintien de la loi, avec quatorze bureaux de terrain, contrôlant les opérations de terrains dans 140 endroits sur tout le globe. En 1995, le NCIS créa la Cold Case Homicide Unit.
En mai 1997, David L. Brant fut désigné directeur du NCIS. Il démissionna en décembre 2005 et fut remplacé par le directeur Thomas A. Betro, qui fut désigné directeur en janvier 2006 par le secrétaire à la Marine Donald C. Winter. En tant que directeur du NCIS, Betro est le supérieur officiel responsable des enquêtes et des opérations criminelles, de contre-espionnage et de contre-terrorisme, comme il l'est également des questions de sécurité au sein du Department of the Navy (« département de la Marine des États-Unis »). Il dirige une agence qui compte près de 2 400 personnes civiles et militaires et qui est présent dans plus de 150 endroits dans le monde. Il est responsable de l'exécution annuelle d'un budget d'approximativement 460 millions de dollars.
En 2009, Thomas A. Betro démissionne et est remplacé par Gregory A. Scovel le 13 septembre 2009.
En 1999, le NCIS et la Marine Corps Criminal Investigative Division (CID) (« Division des enquêtes criminelles du corps des marines ») signèrent un mémorandum d'accord appelant à l'intégration du CID dans le NCIS, et en 2000, le Congrès accorda aux agents spéciaux civils du NCIS l'autorité pour exécuter les mandats et réaliser des arrestations. Une appréciation croissante du changement des menaces culmina avec l'attentat contre l'USS Cole et les attentats du 11 septembre 2001. Ceci conduisit le NCIS à transformer le système ATAC en Multiple Threat Alert Center (MTAC) (« Centre d'alertes des menaces multiples ») en 2002.
Les agents du NCIS furent les premiers membres d'une agence de maintien de la loi aux États-Unis sur la scène de l'attentat de l'USS Cole, de l'attaque à la bombe du Limburg, et des attaques terroristes à Mombasa au Kenya. La Cold Case Unit (« Unité des affaires classées ») a résolu 50 homicides depuis 1995 – un des cas remontait à 33 ans.
Le NCIS a conduit des enquêtes pour fraudes qui ont abouti à un recouvrement et une restitution de plus d'un demi-milliard de dollars au gouvernement et à la Navy depuis 1997. Le NCIS enquête sur chaque mort intervenant sur un vaisseau de la Navy ou dans un avion ou une installation de la Navy ou du Marine Corps (sauf lorsque la mort est due à une maladie ou une cause naturelle). Le NCIS supervise le programme Master-At-Arms pour la Navy et supervise également 8 800 Masters-At-Arms et le programme Working Dog. Les trois priorités stratégiques du NCIS sont la prévention du terrorisme, la protection des secrets et la réduction du crime.
Les missions actuelles du NCIS incluent les enquêtes criminelles, la protection rapprochée, la surveillance des frontières en vue de la recherche de stupéfiants, l'anti-terrorisme, les fraudes à l'acquisition majeures, le cybercrime et le contre-espionnage.

## Organisation

### Rangs des Agents Spéciaux
Ce qui suit est une liste de la structure des grades du NCIS pour les agents spéciaux.
| Agents de terrain                      | Agents de bureau                                 |
| -------------------------------------- | ------------------------------------------------ |
| Agent spécial (AS)                     |                                                  |
| Agent spécial de supervision (SSA)     |                                                  |
| Agent spécial adjoint en charge (ASAC) | Chef de division *                               |
| Agent spécial en charge (SAC)          | Sous-directeur adjoint (DAD) *                   |
| Cadres supérieurs *                    |                                                  |
| Assistant directeur (DA)               |                                                  |
| Directeur adjoint exécutif (EAD)       |                                                  |
| Directeur adjoint des Opérations (DDO) | Directeur adjoint du soutien opérationnel (DDOS) |
| Directeur                              |                                                  |

* : Peut être soit des agents spéciaux assermentés, soit des employés civils.

### Badges et identification
Les informations d'identification permanentes du NCIS consistent en deux cartes remplies, authentifiées et plastifiées. La carte A (titre supérieur) identifie l'agence, le nom, le sceau et le titre du porteur. La carte B (titre inférieur) se compose d'une déclaration d'autorité, d'une photographie au porteur, d'un numéro d'accréditation, de la signature du directeur et de la signature du porteur.
- L'Agent spécial (AS), possède un insigne doré portant les mots Special Agent (en anglais). Les informations d'identification et l'insigne ne sont délivrés qu'aux agents spéciaux (1811 - Criminal Investigator) et au personnel du Corps des Marines désignés comme agents spéciaux. L'autorité du porteur est décrite sur les informations d'identification comme suit : "est autorisé en tant qu'officier fédéral chargé de l'application des lois à porter des armes à feu et à mener des enquêtes sur les violations des lois des États-Unis d'Amérique pour le Département de la Marine." [3]
- L'Agent, possède un insigne argenté portant le mot Agent (en anglais). Les lettres de créance et l'insigne sont délivrés aux réservistes navals qualifiés et approuvés affectés au Bureau de soutien militaire du NCIS qui exercent des fonctions d'enquêteur ou de contre-espionnage. L'autorité du porteur est décrite sur les informations d'identification comme suit : "est autorisé à porter des armes à feu et à mener des enquêtes sur les violations des lois des États-Unis d'Amérique pour le département de la Marine." [3]
- L'Enquêteur, possède un insigne argenté portant le mot Investigator (en anglais). Les informations d'identification et le badge ne sont délivrés qu'aux agents spéciaux (1810 - General Investigator) qui exercent des fonctions d'enquêteur et/ou de contre-espionnage.
- Le Représentant opérationnel (RO), possède un badge en argent portant les mots Operational Representative (en anglais) lorsque cela est jugé nécessaire par l'agent spécial en charge concerné ou le sous-directeur adjoint. Le badge d'un Représentant opérationnel ne confère aucun pouvoir de police et n'est utilisé que pour identifier rapidement le titulaire en tant qu'affilié à l'application de la loi afin d'assurer la sécurité de l'employé ou d'accomplir efficacement les tâches opérationnelles qui lui sont assignées[3]. Des accréditations sont délivrées au personnel qui participe activement en tant qu'agents non chargés de l'application des lois aux aspects opérationnels des enquêtes et opérations criminelles, de contre-espionnage, des activités et analyses de collecte et de l'application de la loi et de la sécurité du département de la Marine. Les employés qui se qualifient pour ces titres de compétences comprennent, sans toutefois s'y limiter, les séries suivantes : spécialiste du renseignement/spécialiste des opérations de renseignement (0132), spécialiste des enquêtes (1801), enquêteur de nationalité étrangère (niveaux de rémunération FN), spécialiste en informatique d'enquête (2210), physique spécialiste de la sécurité (0080), spécialiste de la formation (1712), médecin légiste (1301), dépositaire des preuves (0303) et personnel de sécurité militaire du ministère de la Défense sous le contrôle opérationnel du bureau de terrain des opérations de protection.
- Le Représentant administratif (RA) ne possède pas de badge. Des accréditations sont délivrées au personnel administratif professionnel pour mener des activités officielles dans le cadre des responsabilités et de la mission du NCIS[2].

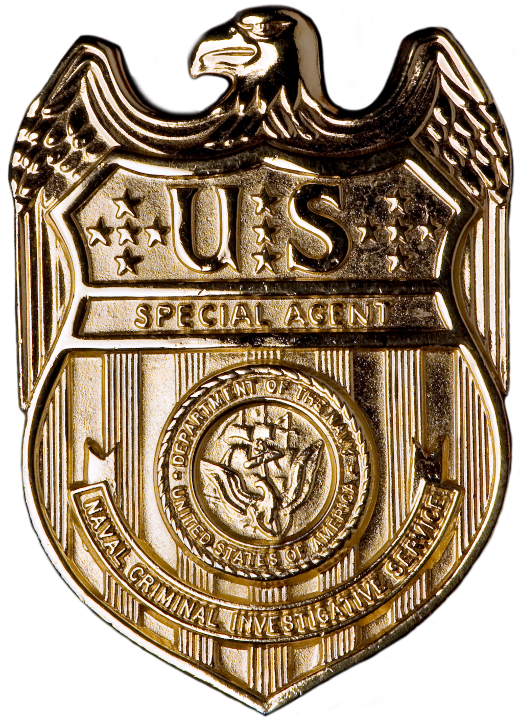
Insigne d'un agent spécial du NCIS
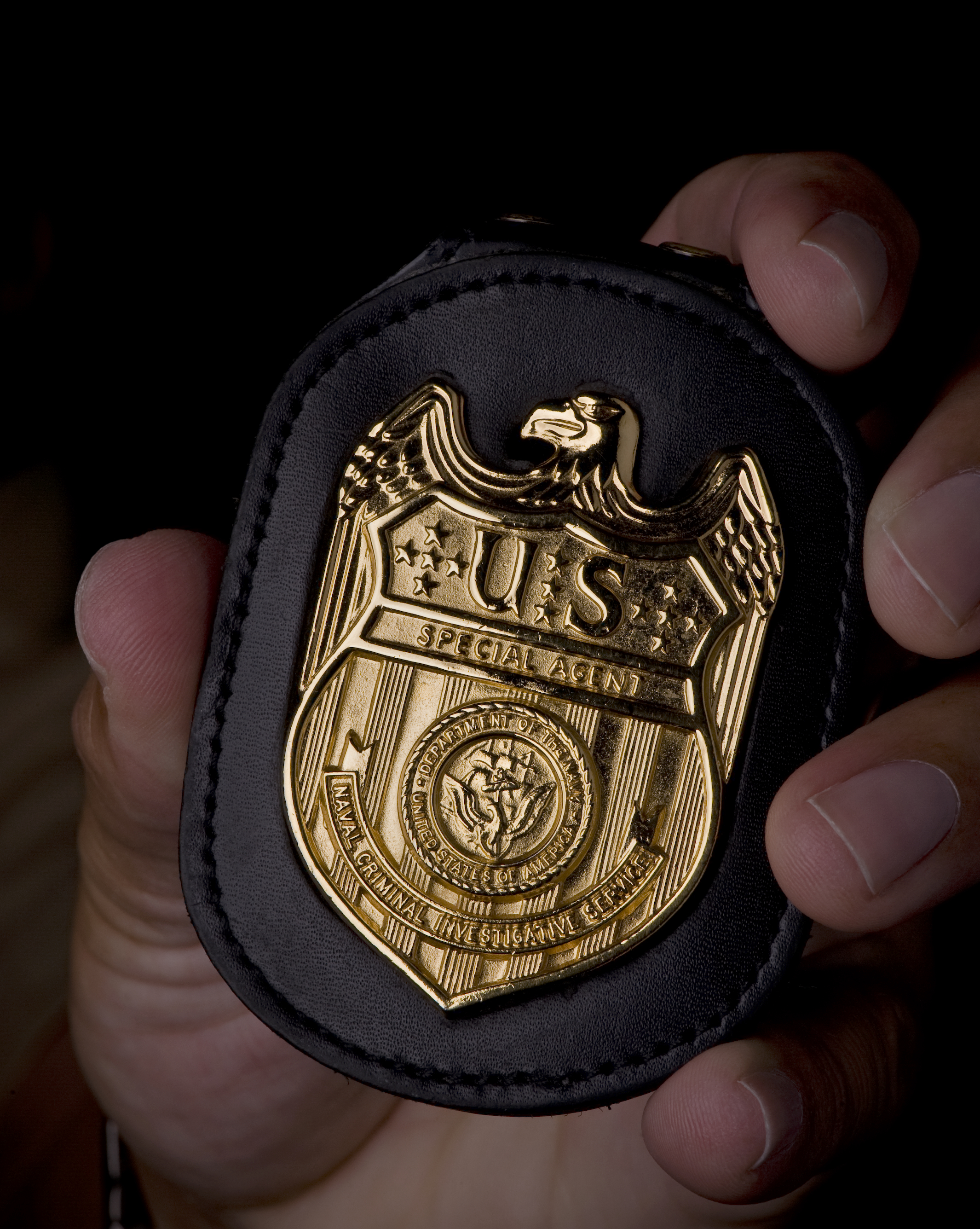
Insigne d'un agent spécial du NCIS

## Dans les médias
- Dans le film Des hommes d'honneur de 1992, une lettre d'un marine au NCIS est le mobile d'un homicide en plein cœur d'une salle de tribunal.
- Le NCIS est mentionné de nombreuses fois dans JAG.
- En 2003, NCIS (spin-off de la série JAG) commença sur la chaîne CBS.
- Dans la série Monk, l'histoire se passant dans un sous-marin de l'armée, il est fait mention du NCIS dans l'épisode Monk boit la tasse.
- Dans le livre Rogue Warrior de Richard Marcinko, l'auteur détaille son conflit contre le NCIS.
- Dans la série Jericho de 2006, diffusée sur CBS, un personnage est interpellé avec un faux badge du NCIS.
- Capturing Jonathan Pollard: How One of the Most Notorious Spies in American History was Brought to Justice a été publié en 2006. Écrit par l'agent spécial à la retraite Ron Olive, ce livre raconte les enquêtes de Jonathan Pollard, emprisonné à vie en 1986 par un tribunal américain pour espionnage en faveur d'Israël.
- En 2009, NCIS : Los Angeles, (spin-off de la série NCIS : Enquêtes spéciales) commença sur la chaîne CBS, basée sur le NCIS - O.P.S. (Bureau des projets spéciaux).
- Dans le film Capitaine Phillips de 2013 avec Tom Hanks, la force de la marine qui s'occupait du sauvetage, a fait référence au NCIS en consultant sa base de données sur les présumés terroristes.
- NCIS : Nouvelle-Orléans (spin-off de NCIS : Enquêtes spéciales) vit le jour en 2014. Elle raconte l'histoire du bureau du NCIS basé à La Nouvelle-Orléans.
- Dans la série de documentaires La Minute de vérité sur National Geographic, il est fait mention du NCIS.
- Dans la série Hawaii 5-0, l’unité spéciale du 5-0 est parfois amenée à rencontrer des agents du NCIS, le commandant Steve McGarrett se vante auprès des agents du NCIS de son immunité offerte par le gouverneur de l’archipel et que de ce fait, il ne peut pas être arrêté par le NCIS quand il interfère dans une enquête.
- Dans la saison 5 de la série The Last Ship, l'amiral Mike Slattery fait mention du NCIS.
- Dans la saison 4 de la série Seal Team des agents du NCIS procèdent à l'arrestation de Jason Hayes.
- En 2021, la quatrième série de la franchise NCIS voit le jour : NCIS: Hawaiʻi.
- En 2023, la cinquième série de la franchise NCIS NCIS voit le jour : NCIS: Sydney

## Sources
- (en) Rogue Warrior (1992) Richard Marcinko (avec John Weisman)  (ISBN 0-671-70390-0)
- (en) Paid in Blood (NCIS Novel) (2006) par Mel Odom
- (en) Blood Evidence (NCIS Novel) (2007) par Mel Odom
- (en) Protecting America's Heroes